# Creteuchiloglanis
Creteuchiloglanis is een geslacht van straalvinnige vissen uit de familie van de zuigmeervallen (Sisoridae).

## Soorten
- Creteuchiloglanis brachypterus Zhou, Li & Thomson, 2011
- Creteuchiloglanis gongshanensis (Chu, 1981)
- Creteuchiloglanis kamengensis (Jayaram, 1966)
- Creteuchiloglanis longipectoralis Zhou, Li & Thomson, 2011
- Creteuchiloglanis macropterus (Ng, 2004)